# Pierre-Jean Sourdille de la Valette
Pierre-Jean Sourdille de la Valette, né le 11 décembre 1761 à Château-Gontier, guillotiné à Paris le 12 ventôse an II (1794), est un magistrat et homme politique français.

## Biographie

### Origine
Issu d'une famille notable de la région de Château-Gontier, il était le fils de Jean-Pierre Sourdille de la Valette et de Madeleine-Bernardine Enjubault. Son grand-père paternel et parrain est conseiller du roi à l’élection de la ville..
Il est le petit-fils de René Enjubault de la Roche, avocat fiscal, maître des eaux et forêts et procureur de la chambre des comptes du Comté de Laval.

### Début de la Révolution française
Il est avocat du roi à Château-Gontier depuis 1786, lorsque la Révolution française débute. Il rédigea le cahier de doléances du Tiers état de la Sénéchaussée de Château-Gontier, avec Louis-François Allard, Thoré, Roussier, Thoreau de Lévaré, Letessier et René-François Bescher, 1789.
Les députés se réunissent pour la première fois à Laval, le 28 juin 1790 : ils sont chargés par les assemblées primaires de choisir les membres de l'administration départementale. Après la vérification des pouvoirs, ils se donnent pour président Pierre-Jean Sourdille de la Valette, âgé alors de 27 ans, avocat du roi au siège présidial de Château-Gontier. Il devient président de l'Assemblée électorale du département de la Mayenne. Il eut semblable honneur dans des circonstances analogues, spécialement pour l'élection de l'évêque constitutionnel de la Mayenne Noël-Gabriel-Luce Villar. 
C'est alors qu'il fit l'éloge de la Constitution civile, « immortelle comme les principes sur lesquels elle est fondée » et qu'il critiqua les abus d'une religion « détériorée » l'impuissance des conciles que devait suppléer le zèle de l'Assemblée nationale. 
Président de la Société des amis de la Constitution du département de la Mayenne, proche de René Enjubault de la Roche, il devient administrateur du département, procureur syndic du district, il demanda le 1er juillet 1791, « pour en imposer aux malveillants », la mise en état de quatre canons, puis bientôt l'internement, l'emprisonnement, enfin la déportation des prêtres insermentés. Il est l'un des rédacteurs du journal Le Patriote du département de la Mayenne, où il rédige la rubrique administrative ainsi que les comptes rendus des séances de l’Assemblée nationale. 
La famille Enjubault gouverne Laval.
«  « Le père est président du tribunal, écrivent ses ennemis à François Chabot ; son fils est procureur syndic du département ; le frère du premier et l'oncle du deuxième est à la tête de la gendarmerie ; le cousin Sourdille, dit La Valette, est procureur syndic du district et chargé de ce qui regarde les émigrés. Ces quatre hommes font la pluie et le beau temps dans ce pays ». »

### Fin de la Convention girondine
Les excès de la Révolution française désabusèrent le républicain de la première heure. Il était un des membres assidus de la Société populaire, mais de ceux qui par leurs manœuvres habiles, la dirigèrent dans le sens des Girondins contre les Montagnards.
A la tête de toutes les administrations, les Enjubault entraînèrent au mouvement fédéraliste dont l'échec amena leur perte.
Sourdille fut à Laval le plus actif organisateur de la résistance armée, combattit l'influence de René-François Bescher qui ne l'oublia point. Il fit rompre deux fois l'union du comité lavallois avec le Club des jacobins de Paris.
Il signa l'appel aux armes  après les évènements du 31 mai 1793 et les décrets du 2 juin 1793 éliminant les Girondins de la Convention. Il alla s'entendre à Rennes avec le comité breton de la Force départementale, puis revint à Laval lors des Insurrections fédéralistes, se mettre à la tête d'une compagnie Fédéraliste. 
Après l'échec de la Bataille de Brécourt, il écrivit à Joseph de Puisaye : « qu'il avait eu tort de ne pas confier l'attaque au brave bataillon de la Mayenne et que les vils satellites de Marat et de Robespierre auraient été bientôt anéantis s'il les avait combattus avec ses intrépides frères d'armes. » 
Rentré à Laval et averti le 10 septembre que René-Pierre Enjubault de la Roche, son cousin, avait été décrété d'arrestation, il partit avec lui pour s'engager au 2e régiment de dragons dans l'armée des frontières. Avant de quitter Laval, après l'échec du mouvement fédéraliste, il fit publier, le 13 septembre 1793, un imprimé de cinq pages et demie, tiré à cent exemplaires, intitulé Mes adieux à mes concitoyens. Il chargea l'imprimeur, qui n'est pas nommé, de le remettre à l'administration du district. Il y annonce qu'il est obligé de fuir et de se cacher car « l'orage gronde avec plus de violence, les ministres de la foudre nationale arrivent, et j'ai cru, moi qui leur suis désigné particulièrement, devoir me mettre à l'abri de leur premier mouvement. » Il rappelle tout ce qu'il a fait pour la Révolution et la liberté et affirme bravement sa part d'action dans le fédéralisme.
Ils devaient être arrêtés quelques mois plus tard, le 22 nivôse an II à Compiègne, où se trouvait le dépôt de ce corps, au moment où ils allaient partir pour rejoindre le régiment alors à la frontière.

### Arrestation
Ils furent arrêtés en vertu d'un ordre du Comité révolutionnaire de Laval, emprisonnés à la Prison des Carmes à Paris, poursuivis jusque-là par René-François Bescher, Leroux et autres terroristes lavallois, qui, au lieu des pièces qu'ils réclamaient pour leur défense, adressèrent à Antoine Fouquier-Tinville de nouvelles charges, réclamant leur condamnation et leur exécution à Laval. Pour René-François Bescher et son Comité révolutionnaire de Laval c'était presque une déception. C'est à Laval, sous leurs yeux, qu'ils voulaient voir juger et exécuter leurs ennemis. Appuyés par François-Joachim Esnue-Lavallée, ils écrivirent au comité de sûreté générale et au conventionnel Didier Thirion, à la Société des Sans-culottes pour obtenir le transfert de leurs victimes (30 janvier 1794). On ne leur répondit que par l'ordre d'envoyer à Antoine Fouquier-Tinville les pièces nécessaires au procès, entre autres le registre des délibérations administratives annoté par René-François Bescher.
Le 25 pluviôse an II (13 février 1794), le Comité de sûreté générale de Paris écrit au procureur Fouquier-Tinville : « Je m'empresse de vous annoncer que René Enjubault et Sourdille ont été arrêtés à Compiègne et incarcérés à la Conciergerie. Ils étaient tous deux en cette ville au 2e régiment de dragons. ». Le 19 février 1794), les administrateurs du département de la Mayenne écrivent à Fouquier-Tinville qu'en réponse à sa lettre, ils vont lui envoyer toutes les pièces « qui constatent jusqu'à l'évidence la conspiration des deux détenus ». L'envoi eut lieu les 21, 23 et 25 février. 
Les deux prisonniers écrivent de leur côté aux juges du Tribunal révolutionnaire de Paris : « qu'ils ont eu le malheur de signer les arrêtés fédéralistes » mais qu'ils ont expié leur faute en s'engageant au 2° dragons. Ils demandent sursis pour préparer leur défense. Leur tentative fut inutile, car Joseph Moreau du Boulay, greffier du juge de paix de Laval, chargé par le citoyen Josse, chez lequel il travaillait, d'aller à la municipalité réclamer communication des pièces jugées nécessaires pour la justification des deux accusés, ne put rien obtenir malgré la promesse que lui avait faite le maire François Lepescheux-Dauvais.
Après la mort de René Enjubault de la Roche, le Comité révolutionnaire de Laval essaya, mais en vain, d'obtenir le transfèrement à Laval d'Enjubault fils et de Pierre-Jean Sourdille de la Valette, tous les deux détenus en ce moment à la prison des Carmes à Paris. Les deux cousins comparurent, le 12 ventôse, devant le Tribunal révolutionnaire de Paris et furent condamnés à mort par un jugement qui reçut son exécution le même jour à Paris. Antoine Fouquier-Tinville en donna avis aux administrateurs de Laval.

## Famille
Anne-Marie de Champagné, fille de Guillaume de Champagné, femme de Sourdille de la Valette, dont le mariage avait eu lieu après dispense de Noël-Gabriel-Luce Villar et sommation à ses parents, avait donné elle aussi des gages personnels à la Révolution française. Agée de 29 ans, veuve, elle fut détenue pendant huit mois à Laval. En prison depuis quinze jours, le 17 janvier 1794, elle se fait gloire de son républicanisme, et réclame la liberté par égard pour un enfant de 14 mois qu'elle a dû abandonner (Charles-Guillaume Sourdille de La Valette). Elle fut jetée quand même en prison le 3 ventôse an II, avec les dames Enjubault, mère et tante de son mari, et délivrée le 27 fructidor, « assez punie, dit le pétitionnaire, le citoyen Choblet, d'avoir perdu ce qui attache à la vie. » .
Anne de Champagné déposa au procès des terroristes. Elle dépose, le 10 germinal an III, que « pendant que son mari était devant le tribunal de sang de Robespierre et même avant son arrestation, Guilbert venait souvent à la maison de détention pour voir couler ses larmes, et lui dire qu'elle ne devait pas se flatter de revoir son mari, ni son oncle Enjubault. Quelquefois il l'engageait à divorcer ; il lui apporta à cet effet la loi sur le divorce. Quelque temps avant l'arrestation de son mari, Bescher, qu'elle était allée implorer, lui annonça qu'il serait arrêté ainsi que son cousin, fussent-ils aux frontières ». C'est Bescher et Leroux, dit-elle, qui sont les auteurs des persécutions contre sa famille. Le sixième jour complémentaire an III, elle demande levée du séquestre mis sur ses biens..